# Хауланд Сентер (Охајо)
Хауланд Сентер (енгл. Howland Center) насељено је место без административног статуса у америчкој савезној држави Охајо.

## Демографија
По попису из 2010. године број становника је 6.351, што је 130 (-2,0%) становника мање него 2000. године.
| Група             | 2000.         | 2010.         |
| Белци             | 6.145 (94,8%) | 5.885 (92,7%) |
| Афроамериканци    | 108 (1,7%)    | 218 (3,4%)    |
| Азијати           | 102 (1,6%)    | 89 (1,4%)     |
| Хиспаноамериканци | 52 (0,8%)     | 87 (1,4%)     |
| Укупно            | 6.481         | 6.351         |